# أحمد بن علوان
 أحمد بن علوان  هو إمام الصوفية وفيلسوفهم في عصر الدولة الرسولية في اليمن، نشأ في أحضان الرئاسة والعلم، وكان والده في خدمة السلطان ومن كتابه، وكاد الشيخ أن ينتهج طريق والده في خدمة السلطان، إلا انه تحول إلى طريق التصوف تحت تأثير خارق، ولزم الخلوة والعبادة، واشتهر بحب الوعظ، فقد كان يسلك في وعظه طريقة ابن الجوزي حتى لقب بجوزي اليمن، وله رسائل كثيرة ومؤلفات جمعت في مجلدات منها كتاب (الفتوح المصونة والأسرار المخزونة)، فضلاً عن ديوانه الشعري الذي جاء أغلبه في التصوف، وبعد أن توفي صار لضريحه مكانة مقدسة وتقام زيارة سنوية له في منتصف شهر ربيع الأول من كل عام، سمتها المصادر التاريخية باسم (يوم الجمع المبارك).

## ولادته
ذكر القاضي والمؤرخ بهاء الدين محمد بن يوسف بن يعقوب الجندي (ت 732 هـ) في تاريخه أن مولد الشيخ أحمد بن علوان في موضع يقال له ( ذي الجنان من جبل ذخر ) ، وفي حين يقول المؤرخ الخزرجي ( أن مولد الشيخ في قرية عقاقة من ناحية صبر ) والقريتين تابعتين لجبا عاصمة المعافر ، وقال عنها الجندي في(السلوك في طبقات العلماء والملوك (جبا جبلٌ مبارك خرج منها جمعٌ من أعيان الفضلاء) وقال في موضع آخر (جبا بلد كبير خرج منها جماعة من الفقهاء وهي أكبر بلاد في اليمن فقهاء ومثقفين) ولم تذكر كتب التاريخ التي بين أيدينا تاريخاً محدداً لولادته ولعله كان على وجه الاحتمال مابين أواخر القرن السادس الهجري وبدايات القرن السابع الهجري ـ والله أعلم....

## نسبه
هو القطب صفي الدين أبو العباس: أحمد بن علوان بن عطاف بن يوسف بن علي بن عبد الله بن مطاعن بن عبد الكريم عيسى بن إدريس بن عبد الله بن عيسى بن عبد الله بن محمد بن الحسن السبط بن علي بن أبي طالب ( رضي الله عنه)  ( وذلك حسب ما ذكره كثير من مؤرخي اليمن ).

## والده
علوان بن عطاف: أحد الكتاب المشهورين في اليمن في نهاية القرن السادس وبداية القرن السابع الهجريين، أصله من بلد (خاو) وهي قرية شرق مدينة يريم محافظة إب حالياً.

## حياته
تربى الشيخ في أحضان والده على ما جرت عليه أولاد الكتاب والمقربين من الدولة، وتلقى علومه على كبار رجالات عصره ونبت نباتاً حسناً، وكان قارئاً كاتباً فاضلاً، تعلم الكتابة والنحو اللغة والتصوف والقراءات والتفسير والفقه والحديث، ودرس الفلسفة والمنطق والأدب والتاريخ، وكتاباته تدل على ذلك.
وكانت بيئته الاجتماعية والثقافية مزدهرة بأنواع الفنون والمعارف والعلوم والآداب.

## مذهبه الفقهي
أشار الشيخ أحمد بن علوان في كتابه التوحيد أنه ( يذهب في الفقه مذهب الإمام محمد بن إدريس الشافعي) وهو المذهب السائد في المحافظات الجنوبية والشرقية من اليمن.

## طريقته الصوفية
أخذ الشيخ أحمد بن علوان التصوف على يد الشيخ عمر الطيار ، وقد أشار إلى ذلك الشيخ في إحدى قصائده التي رثا بها شيخه العارف بالله أبو حفص عمر بن المسن المعروف بالطيار المتوفي سنة 645 هـ.
وقد كانت طريقة الشيخ عمر بن المسن قادرية: نسبةً إلى الشيخ العارف بالله عبد القادر الجيلاني المتوفي سنة 561 هـ.
جاءت هذه الطريقة إلى اليمن عبر مجموعة من العظماء هم: علي الحداد ومدافع بن أحمد الخولاني، وعثمان بن ساوح، وعمر بن المسن وعلي بن أحمد الرميمة، ، عندما التقى بعضهم بالشيخ عبد القادر في مكة.

## مُعاصروه
عاصر الشيخ أحمد بن علوان كثير من علماء وصوفية اليمن الكبار أمثال الشيخ أبو الغيث بن جميل، وعمر بن المسن وعلي بن أحمد الرميمه، والشيخ سلمان بن إبراهيم، ومن أعيان الفضلاء: السلطان بن العلاء السمكري والأمير شمس الدين علي بن يحيى العنسي، وعبد الوهاب بن رشيد، وداود النسّأخ وعلي بن عمر بن أحمد، ومحمد بن الحضرمي والنقيب علي بن يحيى بن عمران وغيرهم، وبينه وبين هؤلاء حوارات ورسائل ورد بعضها في كُتب الشيخ أحمد بن علوان.

## وفاتـه
توفي الشيخ أحمد بن علوان ليلة السبت العشرين من شهر رجب سنـة 665 هـ ودفن بقرية يفرس من أعمال جبل حبشي محافظة تعز حالياً وتبعد عن مدينة تعز بحوالي 25 كم ودفن بمسجده المعروف باسمه.

## آثاره الفكرية والعلمية
الطريق:
أراد ابن علوان أن يكون مجدداً في المجال الذي وهب حياته له ووظف كل إمكاناته في سبيله وهو ( الدعوة إلى الله ) عبر منهج العرفان أو المتصوفين.
نظر إلى التصوف والمتصوفين نظرة الناقد المنصف فلم يستهوه الانحياز لهذا المنهج أو ذاك، لينبري مدافعا عن الممارسات والتصرفات الخاطئة، كما لم يدفعه التعصب للتأصيل والتبرير لبعض الأفكار، أو التسويق الأعمى لها.
حيث مارس التصوف في حياته، ولكنه التصوف النقي القائم على منهج الكتاب والسنة المباركة.
لقد دفعت به القناعة إلى مواجهة أهل مذهبه بالحقيقة مخاطباً لهم اعلموا أن الفقر ليس بحلق اللحى، ولا بالإقراع والحفاء، ولا بسوء الخلق والجفاء، ولا بأكل الحشيشة المسكرة المطيشة، ولا بالدفوف والمزامير، ولا برقص كل متواجد مستعير، ولا بالأحكام المخالفة لأحكام الملك الكبيـر، والمنافية لسنة نبيه ﷺ الذي ليس له نظير.
إنمـا الفقر: علم بالطريـق، وعمل على المتابعة والتحقيق والإيمان والتصديق، مع ما يمد الله به من العصمة والتوفيق ).
وقد قدّم للجميع بمن فيهم من لا يتخذ التصوف مذهباً في السلوك والمعرفة، آراء وأفكار، ونموذجا في العبادة والتقوى يصلح للجميع رافعاً شعار:
ولعلّ هذا هو ما يجيب على التساؤل الذي يرد كثيراً في الذهن:
لماذا لم تنشأ طريقة علوانية مستقلة كبقية الطرق الأخرى ؟
كانت أُمنية ابن علوان أن يظل فِكره مائدة يلتقي عليها الجميع وفعلاً تحقق لهُ ذلك.
فهذا عبد الهادي بن محمد السودي يؤكد هذه الحقيقة في قصيدة له يمدح فيها ابن علوان.
إذ لم يؤسس الشيخ / أحمد بن علوان طريقة صوفية بالنمط الذي يعرفه أصحاب الطرق الصوفية، متجاوزاً بذلك الأُطر التي تفرض التجزئة والانغلاق والتمحور في قوالب ضيقة، وإن كان هو نفسهُ قد تخرج من مدرسة القادرية كما أشرنا.
لكنهُ عوَّل على المضمون قبل الشكل وعلى الجوهر دون العرض.
وإذا كان لكل إمام من أهل الطريق وسيلة وهدفا يستقيهما من شرائع الإسلام وحاجة الزمان والمكان، فإن المحبة لله ولرسوله وللمؤمنين: هي الوسيلة الكُبرى التي دارت عليها أفكار الشيخ ابن علوان رضي الله عنه.
كما أن الغاية التي عمل لاجلها هي: المعرفة بالله التي ليس بعدها جهل.
قال ابن علوان: «فالحب فيه مذهبي وديني» ، مفلسفاً بعد ذلك كل قول وفعل وعمل واعتقاد في خدمة هذا الحُب للهِ ولرسوله.
وقد قال في هذا السيـاق:
لي رحى بالحـب دارت فــأدارت كُلَ قُطــــبِ فالمعانـي تحت خفضـي تحتَ رفــعـي تحت نصبـي
وقال في موضـع آخر مخاطباً من يُحب:

## مؤلفاته
لم يبق بين أيدينا من مؤلفات الشيخ أحمد بن علوان سوى أربعة كُتب هـي:
1) كتاب التوحيد الأعظم المبلغ من لا يعلم إلى رُتبة من يعلم 
2) كتاب الفتوح المصونة والأسرار المخزونة
3كتاب المهرجان البحر المشكل الغريب المظهر لكل سر عجيب لكل عارف لبيب 
وتدور كلها حول التصـوف والسلوك والمعرفة والعقـيدة، وجميعها مطبوعة، نَشَّرها مركز الدراسات والبحوث اليمني بصنعاء

## ضريحه
•	يقع هذا الضريح في جامع أحمد بن علوان بقرية يفرس مركز ناحية جبل حبشي على بعد (23كم) إلى الجنوب الغربي من مدين تعز، ويمكن الوصول إليها عبر طريق مرصوف بالإسفلت، وهي قرية ذات مناظر طبيعية خلابة تغنى فيها الدكتور عبد العزيز المقالح في قصائده منها قوله: (قرية تلك ام سجادة للصلاة).
•	أما قبة الضريح والتي تقع على نفس محور بيت الصلاة فقد شغلت مساحة واسعة أبعادها (20 ، 60م) وأدمجت داخل تخطيط الجامع بحيث أصبح هناك قبتان متجاورتان إحداهما للصلاة والأخرى للدفن.
•	إن هذا الجامع قد احتوى على عدد من العناصر المعمارية التي تبرز ما وصل إليه المعمار في اليمن في هذه الحقبة، فضلاً عن العناصر الزخرفية المتنوعة والمتأثرة بالأساليب الوافدة، ولاسيما الأساليب الزخرفية الهندسية التي اختلطت بالأساليب اليمنية في المناطق التهامية ونتج عنها هذا الأسلوب الزخرفي الفريد، لقد استمرت الزيارات التي يقوم بها كثير من الناس لضريح أحمد بن علوان للتبرك قائمة حتى اليوم.
•	وبعد أن توفي صار لضريحه مكانة مقدسة وتقام زيارة سنوية له في منتصف شهر ربيع الأول من كل عام، سمتها المصادر التاريخية باسم (يوم الجمع المبارك). ويعد هذا الضريح من الآثار الإسلامية المتميزة في طرازها المعماري والزخرفي، فقد شيد الجامع وقبة الضريح على ربوة مرتفعة من الأرض، ويصعد إليه من الجهة الغربية بواسطة درج من السلالم الحجرية ويمكن الدخول إليه عبر ثلاثة مداخل، واتبع في تخطيط المبنى نظام تخطيط المدارس في العصر الرسولي، فبيت الصلاة عبارة عن مستطيل أبعاده (24x15م) ويغطيه قبة كبيرة وعلى جانبيها أربع قباب صغيرة كروية الشكل محمولة على عقود كبيرة ذات أربعة مراكز، ويتوسط جدار القبلة محراب يقام على يمنيه منبر خشبي يرجع تاريخه إلى العصر الطاهري، بناءً على النصوص التاريخية التي دونت عليه، فضلاً عن زخارف هندسية ونباتية تتبع نفس الأسلوب الزخرفي في الذي ساد في الفترة الطاهرية.